# Fletning
Fletninger er en frisure hvor håret flettes sammen, fx har Pippi Langstrømpe fletninger. Fletninger dannes ved at man deler håret i tre lige store dele og krydser dem over hinanden så der dannes en fletning. Man kan også eksperimentere med diverse fletninger fx franske fletninger, der ligger oven på hovedet.